# Брајковићи (Канфанар)
Брајковићи (итал. Braicovici) је насељено место у Републици Хрватској у Истарској жупанији. Административно је у саставу општине Канфанар.

## Географија
Налазе се у централном делу истре на надморској висини од 175 метара, близу главног пута који повезује Канфанар и Ровињ. Становништво се бави пољопривредом и сточарством.

## Историја
У Брајковићима постоји Црква Свете Марије од здравља саграђена 1852. Звоник и гробљанска капела су додати касније.

## Становништво
Према попису становништва из 2011. године у насељу Брајковићи била су 94 становника који су живели у 34 породична домаћинства.
Кретање броја становника по пописима 1857—2001.
| година пописа   | 1857. | 1869. | 1880. | 1890. | 1900. | 1910. | 1921. | 1931. | 1948. | 1953. | 1961. | 1971. | 1981. | 1991. | 2001. | 2011. |
| Број становника | 0     | 0     | 49    | 61    | 48    | 71    | 0     | 0     | 87    | 80    | 69    | 61    | 79    | 84    | 84    | 94    |

Напомена: У 1857. и 1869. 1921. и 1931, подаци су садржани у насељу Сошићи. Од 1880. до 1910. исказивано као део насеља.